# ایستگاه کار

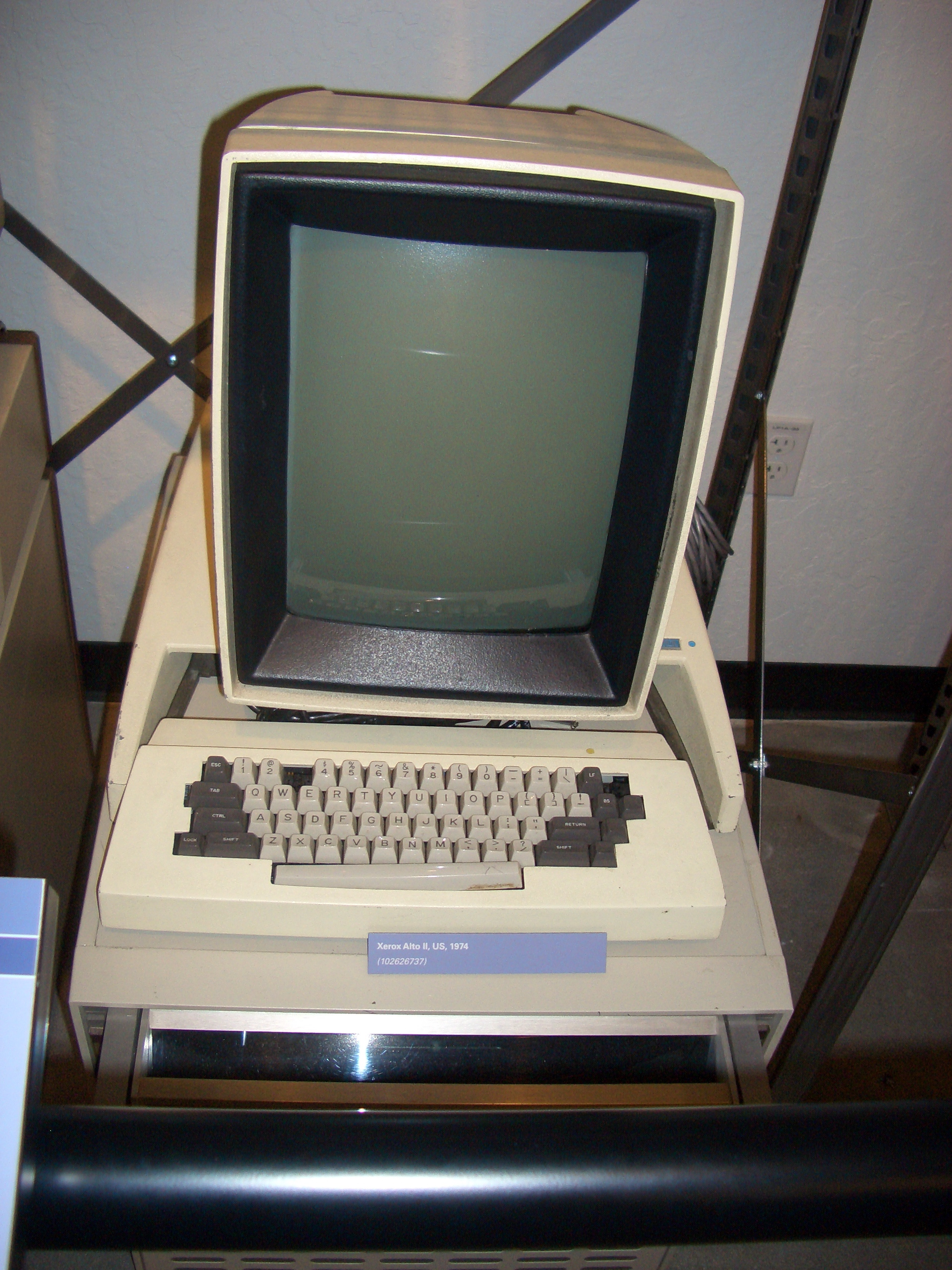
ایستگاه کاری زیراکس آلتو، اولین در نوع خود که از واسط کاربر گرافیکی بهره می‌برد.

ایستگاه کار (به انگلیسی: Workstation) به رایانه‌ای سطح بالا گفته می‌شود که برای کاربردهای فنی یا علمی طراحی شده‌است. منظور از طراحی آن این بوده‌است که در هر زمان یک نفر از آن استفاده کند ولی هم‌زمان به یک شبکه محلی متصل باشند و سیستم عامل چند کاربره را اجرا کنند. ایستگاه کار همچنین برای اشاره به ترمینال کامپیوترهای بزرگ یا کامپیوتری که به شبکه متصل باشد نیز استفاده می‌شود.